# Storia di Modena

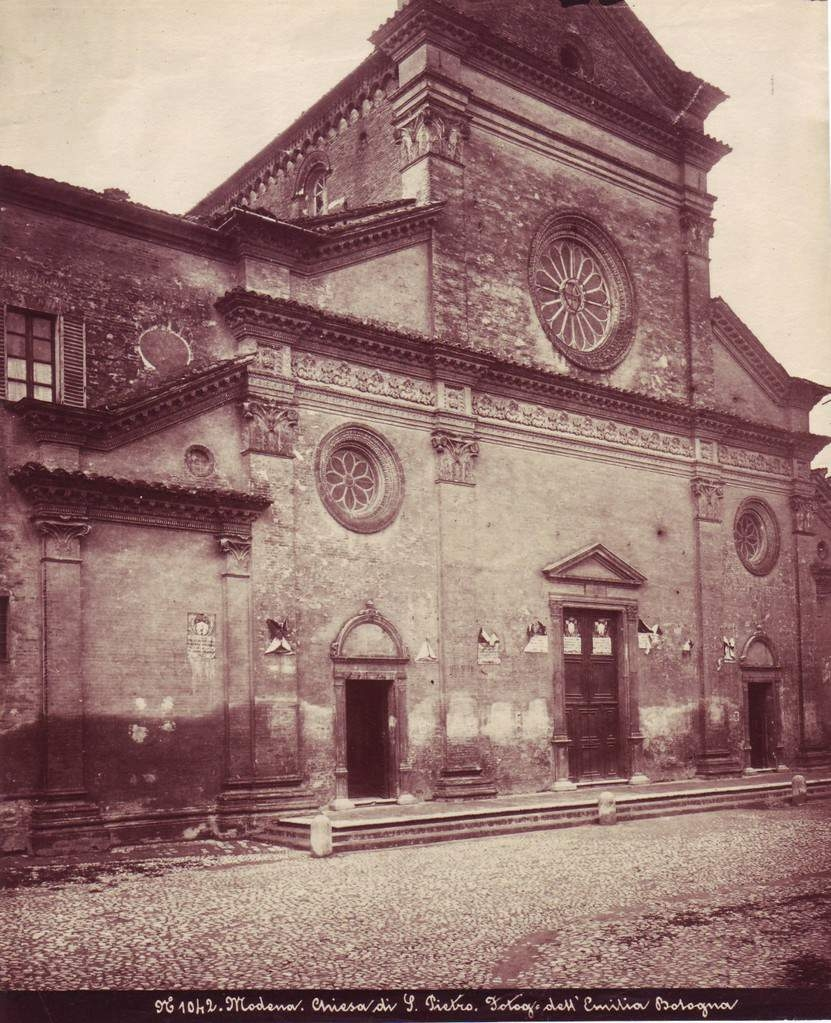
La Chiesa di San Pietro nella Modena di fine Ottocento

La Storia di Modena spazia un arco di tempo di circa tre millenni.

## Antichità
Nell'età del Bronzo fiorisce in territorio modenese la "civiltà delle terramare": nei pressi di Modena (Ponte S. Ambrogio) sorge un villaggio di palafitte. Del resto il nome più antico della città, Mutina, (di origine etrusca) allude forse a un antico insediamento terramaricolo (da Mut = "luogo rialzato"). Gli Etruschi colonizzarono la Pianura Padana nel VI secolo a.C., per cederla tre secoli più tardi alla pressione dei Galli Boi. La dominazione dei Galli termina verso il 200 a.C., quando la regione cade sotto il dominio romano.

## Epoca romana
Mutina, prima di diventare una importante colonia romana nel 183 a.C., era già un centro fortificato, dove nel 217 a.C. avevano trovato rifugio le legioni romane durante un'insurrezione dei Galli Boi. Ma la sua importanza è destinata a crescere con la costruzione della Via Emilia, su iniziativa del console Emilio Lepido: la strada romana unisce Modena agli altri grandi centri della regione (Parma, Bologna), favorendo le operazioni militari, ma anche il traffico delle merci. La fortuna della città è indissolubilmente legata a questa strada, che dà il nome alla regione e che è ancora oggi uno degli assi principali del traffico in Italia. Nel 78 a.C. la città vide la sconfitta dei rivoltosi anti-sillani guidati da Marco Emilio Lepido (console 78 a.C.) ad opera di Quinto Lutazio Catulo (console 78 a.C.), poi, nel 43 a.C. quella di Marco Antonio per opera di Ottaviano Augusto. Nelle Filippiche (44 a.C.) Cicerone la elogia come Firmissimam et splendidissimam populi Romani coloniam: "fedelissima e floridissima colonia romana". All'indomani della morte di Gaio Giulio Cesare, lungo la via Emilia si consuma un episodio destinato a cambiare le sorti di Roma: lo scontro tra Marco Antonio, luogotenente di Cesare, e i consoli della Repubblica. Ma il vero vincitore della contesa è il giovane Ottaviano, nipote di Cesare, futuro primo Imperatore col nome di Augusto.
Nel periodo di maggiore floridezza (I - II secolo d.C.), Mutina aveva un'estensione di circa 700.000 m² ed una popolazione stimabile fra i 15.000 e 20.000 abitanti (all'incirca come Pompei). Di quell'epoca, è stata rimontata in superficie nel Parco archeologico di Mutina, la sezione di strada romana in ciottoli rinvenuta a 5 metri di profondità, con steli funerarie posizionate al fianco della strada ad ipotetica ricostruzione della necropoli della città di epoca imperiale.
Modena trascorre placidamente i primi secoli dell'Impero, ma non è indenne dalle guerre che a partire dal III secolo sconvolgono l'Occidente. Nel 387, durante una guerra civile, Sant'Ambrogio, attraversando la via Emilia, parla di Modena, Bologna e Reggio come di "cadaveri di città semidistrutte". Eppure proprio in quegli anni è attivo in città il personaggio destinato a incarnare, nei secoli a venire, la speranza dei modenesi: il vescovo Geminiano, acclamato Santo e patrono della città sin dalla sua morte (nel 397). In un'epoca di frequenti devastazioni, dovute a calamità naturali e alle incursioni barbariche, più volte i modenesi dimostreranno di confidare nell'aiuto del Santo: il caso più celebre è quello dell'invasione degli Unni. La leggenda narra infatti che Attila non poté raggiungere Modena perché San Geminiano la nascose sotto una coltre di nebbia. In realtà non risulta che le orde di Attila transitassero nella zona – il che non impedisce di immaginare un fondo di verità dietro la leggenda: la nebbia autunnale intorno a Modena è davvero impenetrabile, e può aver risparmiato alla città qualche scorreria, se non degli Unni, dei Goti, degli Eruli, dei Longobardi o degli Ungari: tante furono le popolazioni barbariche che per due secoli e più percorsero la penisola saccheggiandola.

## Medioevo

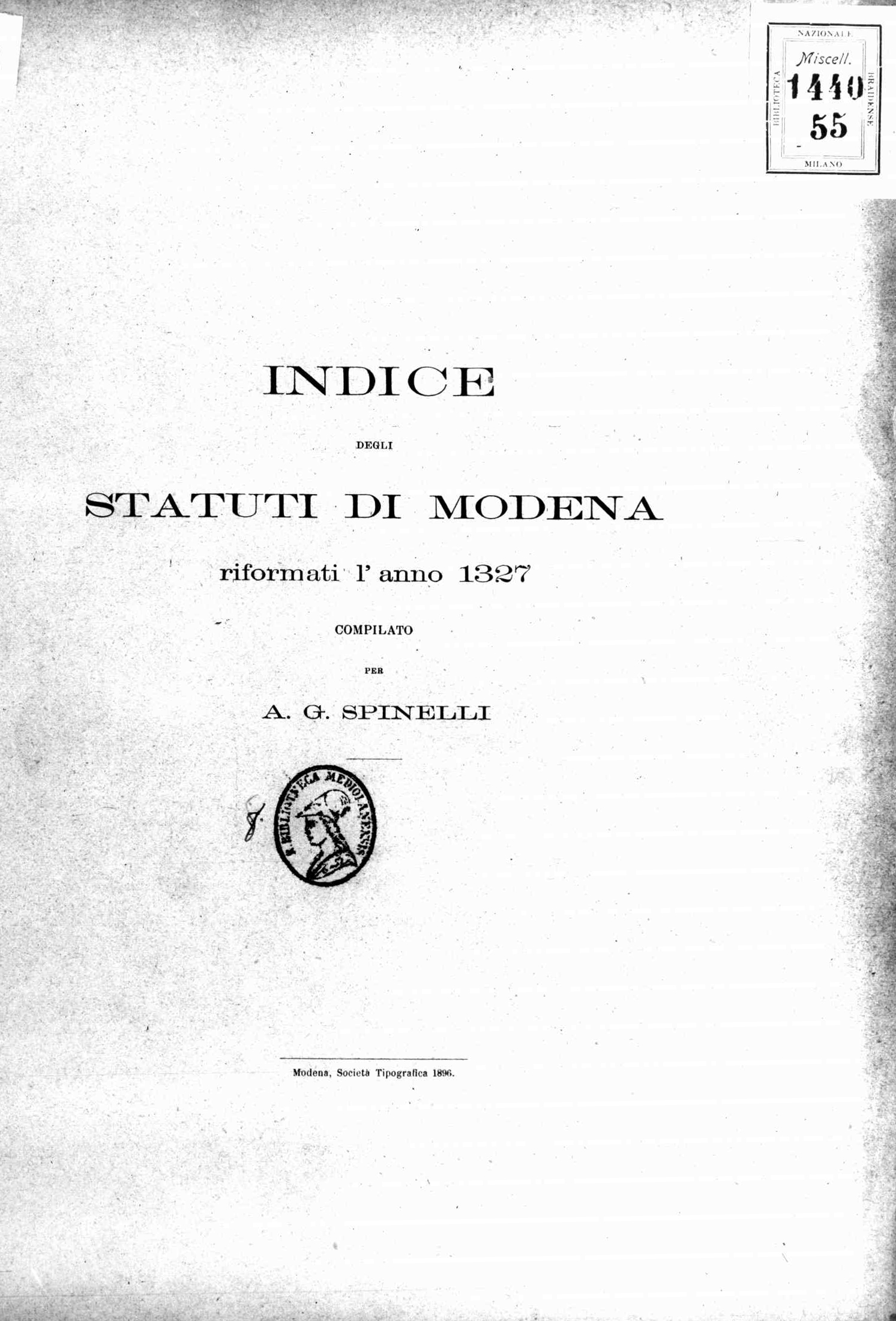
Alessandro Giuseppe Spinelli, Indice degli Statuti di Modena riformati l'anno 1327, 1894

Tra 500 e 700 d.C. Modena è un avamposto del regno longobardo, al confine con i possedimenti bizantini. È il periodo più buio della città: funestata da periodiche inondazioni dei fiumi Secchia e Panaro, è abbandonata dagli abitanti, trasferitisi in un borgo più a ovest, Cittanova. Solo il vescovo resta fedele all'antica sede: ma il suo prestigio si scontra ormai con quello dell'abbazia benedettina di Nonantola, uno dei massimi centri culturali della regione, fondata nel 753 da Sant'Anselmo di Nonantola.

## Capitale estense

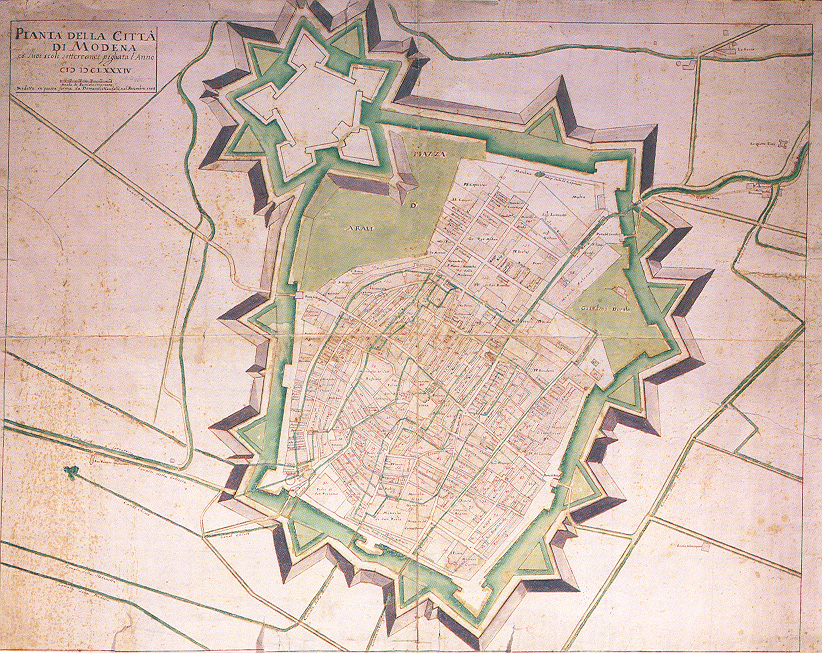
Modena in una piantina del 1743

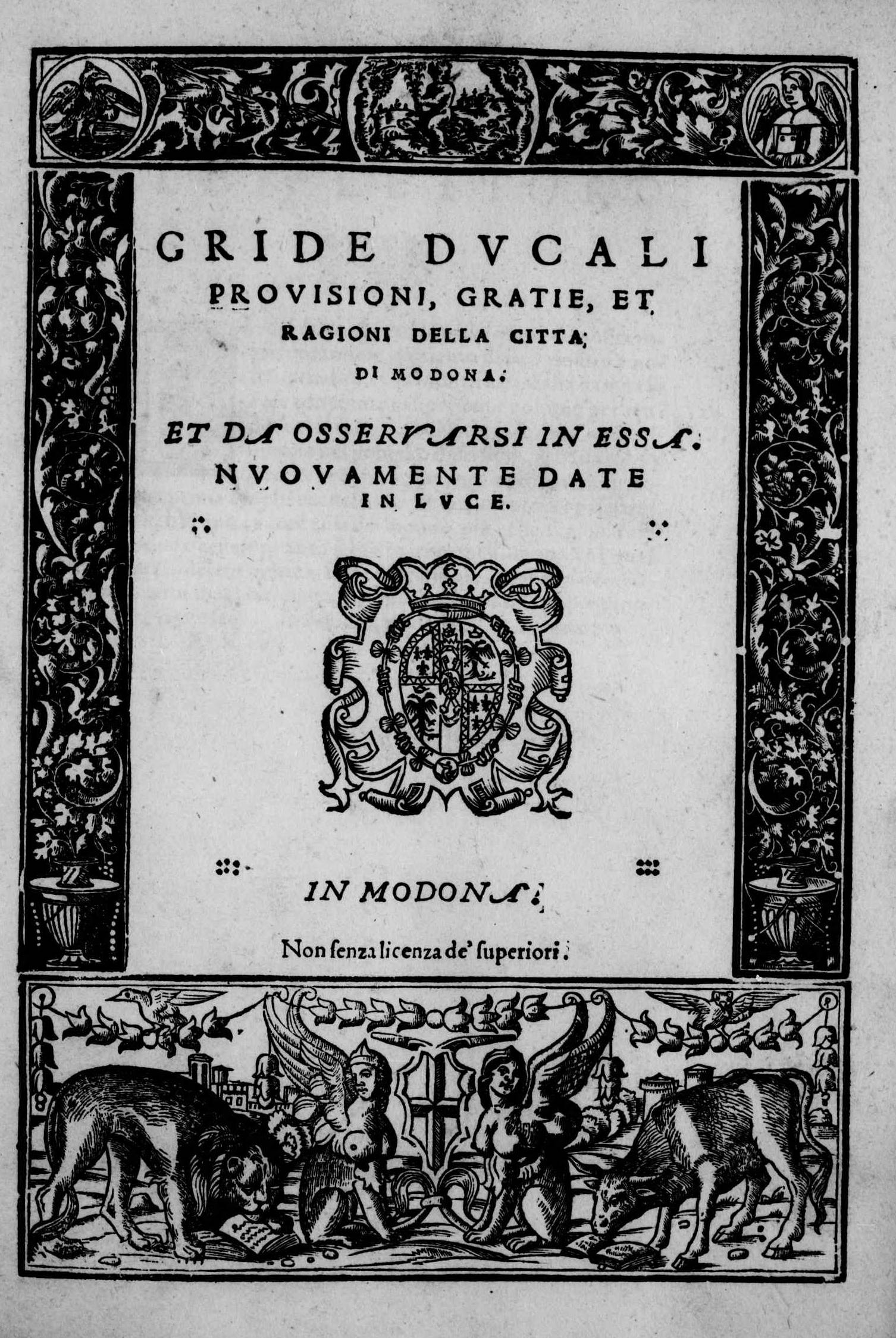
Gride ducali, provisioni, gratie, et ragioni della città, 1575

Il ducato di casa d'Este, pur contrastato dalle potenze vicine, si protrarrà per ben cinque secoli, fino all'arrivo di Napoleone. Sino a tutto il Cinquecento la città mantiene comunque intatta la sua fisionomia medievale; alcuni miglioramenti si dovettero se mai all'intraprendenza di un amministratore d'eccezione, Francesco Guicciardini, governatore di Modena tra 1516 e 1523, in un periodo in cui Modena era stata sottratta dal Papa agli estensi (che vi rientrano nel 1527). A metà del Cinquecento inizia la costruzione di quelle che saranno le ultime mura della città, il cui territorio in questa occasione viene ampliato verso nord: è l'"addizione erculea", che prende il nome dal duca Ercole. Sotto il dominio di Ercole Modena è una ricca città rinascimentale. Attraversata da una maglia di canali ricchi di acqua, trae dalle acque l'energia per una serie di attività economiche fondate sull'impiego di mulini.
In città hanno il palazzo i feudatari della campagna e della montagna, tra cui i preminenti Rangoni, la città conta umanisti e medici famosi. Modena diventa veramente la ‘città estense’ solo dopo il 1598, quando il duca Cesare è costretto a cedere la signoria di Ferrara al Papa, e a trasferire proprio a Modena la capitale del suo ducato. Uno Stato di piccole dimensioni, destinato a barcamenarsi con alterne fortune nelle lotte tra le potenze italiane ed europee, e che malgrado le ripetute occupazioni da parte degli eserciti stranieri (i francesi nel 1702; gli austriaci nel 1742) resisterà fino all'unificazione dell'Italia. Con una sola, rilevantissima interruzione: il periodo napoleonico.

## Periodo napoleonico
A questo periodo risalgono le enormi spoliazioni napoleoniche del ducato di Modena, collezioni di opere d'arte, beni archivistici e librari, ma anche la collezione glittica degli Este. Il 14 ottobre 1796, Napoleone entro a Modena con due nuovi commissari Garrau e Saliceti che si recarono più volte a setacciare le gallerie delle medaglie e la galleria del palazzo ducale a prelevare la collezione di cammei e pietre dure incise. Il 17 ottobre, dopo aver prelevato dalla biblioteca ducale numerosissimi manoscritti e libri antichi, vengono consegnati 1213 esemplari: 900 monete romane imperiali in bronzo, 124 mente dalla colonie romane, 10 monete d'argento, 31 contornati, 44 monete di città greche, 103 monete dei pontefici inviati alla Bibliotheque Nationale di Parigi e da allora li conservati.  La moglie Giuseppina nel febbraio del 1797 non fu da meno: alloggiando a Palazzo ducale di Modena volle vedere la collezione di cammei e pietre preziose, ma non si accontentò di guardarle e ne prese circa duecento, oltre a quelli di cui si impossessarono alcuni aiutanti di campo del marito che la accompagnavano. Vennero spediti al Louvre 1,300 disegni trovati nelle collezioni Estensi, 16 cammei in agata, 51 pietre dure e diversi vasi in cristallo di rocca, dove si trovano da allora. Il 20 ottobre vennero requisiti il busto di Lucio Vero e Marco Aurelio, un disegno della Colonna Traiana, e un altro coi busti degli imperatori. Saliceti e Garrau prelevarono a titolo personale diversi cammei con montatura in oro e oro smaltato. La seconda spedizione di dipinti avvenne il 25 ottobre, quando Tinet, Moitte e Berthelmy scelsero 28 dipinti da spedire a Parigi, insieme ad altri 554 disegni, quattro album per un totale di 800 disegni. Numerosissimi dipinti della scuola emiliana quali la Pala dei Santi protettori della città di Modena (1651) e il San Paolo (1644) del Guercino, La purificazione della Vergine di Guido Reni, l'apparizione della Vergine (1592) di Annibale Carracci, Il Sogno di Giobbe (1593) del Cigoli, ma anche il Cristo deriso del Gianbologna, e di altri pittori ospitate al Louvre che non fecero più ritorno. Si stima che 1.300 disegni soltanto vennero esportati al Louvre.

## Il Risorgimento

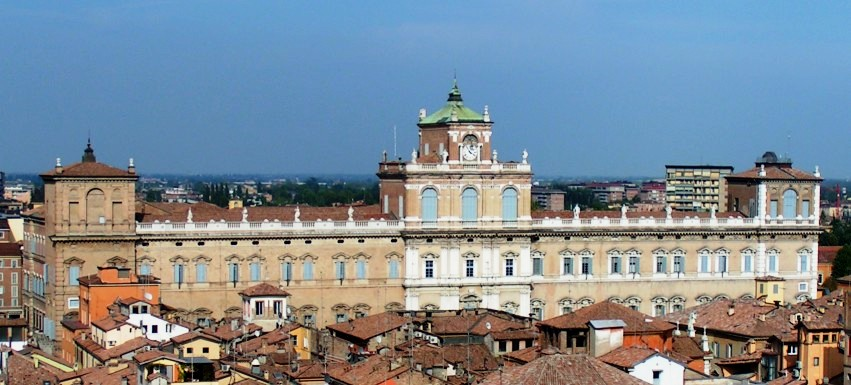
Palazzo Ducale

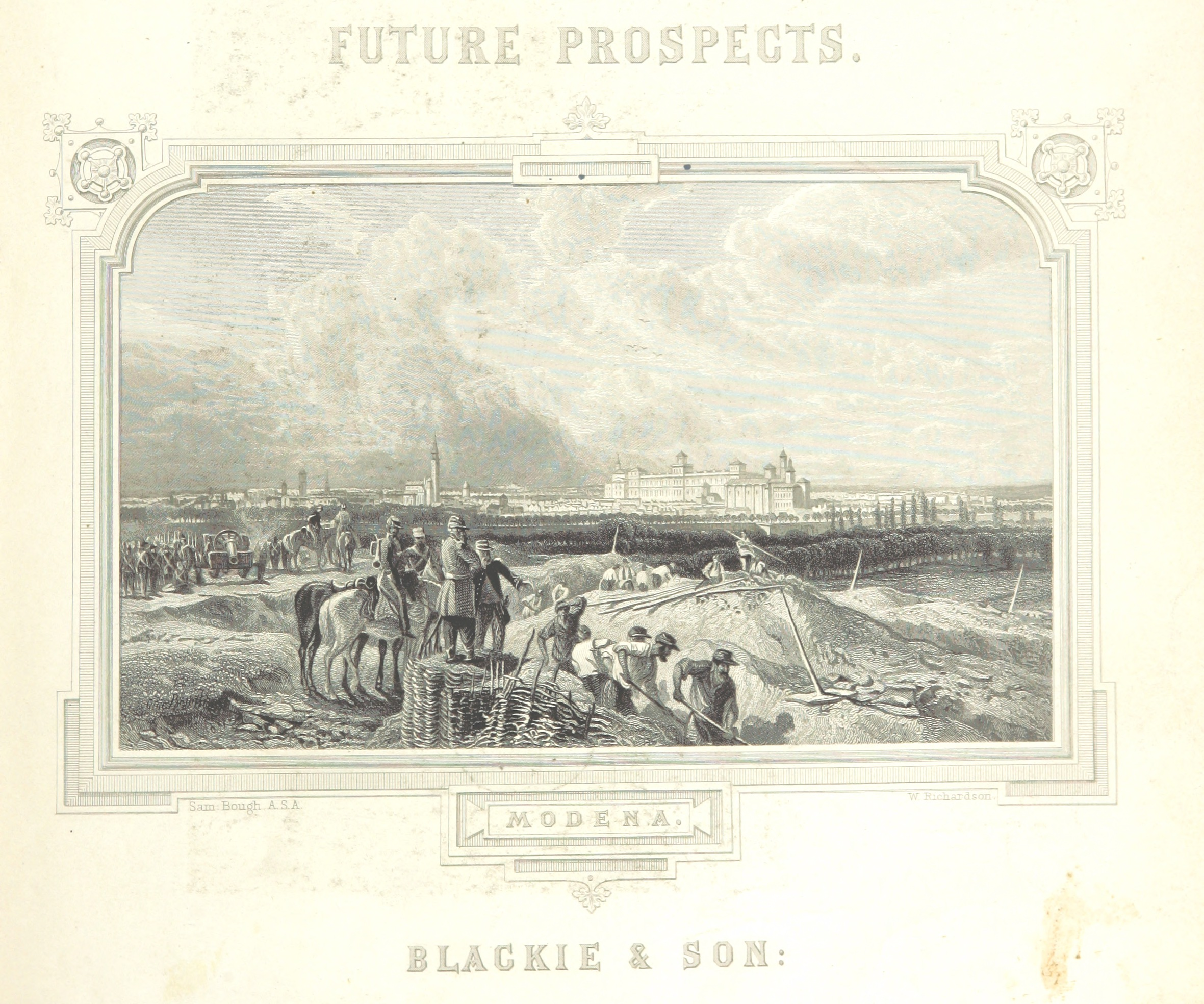
Modena in una stampa del 1864

Quando arriva per la prima volta a Modena, nel 1796, Napoleone è soltanto il giovane generale dell'armata francese in Italia, acclamato come liberatore dai cittadini modenesi, che distruggono le statue degli Este e innalzano in piazza Grande l'"albero della Libertà". Presto però l'occupazione si rivela gravosa per i modenesi, costretti più volte a ‘ospitare’ le truppe francesi nel corso delle guerre che vedono Napoleone, ormai Imperatore, battersi contro tutte le potenze europee. Alla sua sconfitta, nel 1815, il ducato di Modena viene ricostituito e assegnato a Francesco IV d'Asburgo-Este.
Non tutti però si rassegnano alla Restaurazione: nel 1831 fallisce un'insurrezione liberale, i moti modenesi del '31, sotto la guida del patriota carbonaro Ciro Menotti, che viene messo a morte. Ciro Menotti, figura di rivoluzionario impavido e di eroe romantico, sarebbe diventato nella coscienza degli italiani dell'Ottocento un grande patriota: fu infatti considerato un precursore non solo dei moti del 1831 ma anche dell'intero Risorgimento.
Solo nel 1859, dopo la seconda guerra di indipendenza, Francesco V d'Asburgo-Este è costretto a fuggire, mentre la cittadinanza di Modena vota la sottomissione a Vittorio Emanuele II, futuro re d'Italia. Modena fu annessa al Regno di Sardegna il 15 marzo 1860.

## Il Novecento
Gli anni del Regno sono segnati da tensioni sociali, specie nelle campagne, dove la condizione di mezzadri e braccianti è ancora assai arretrata. È l'epoca dei primi scioperi e del progressivo affermarsi del Partito Socialista, che dopo gli anni difficili della Grande Guerra si insedia il 13 novembre 1920 al governo della città con il sindaco Ferruccio Teglio. Ma nello stesso periodo si stanno già organizzando le squadre fasciste: in quegli anni l'intera Emilia è caratterizzata dalla tensione tra ‘rossi’ e ‘neri’ che sfocia spesso in rappresaglie armate. Il sindaco Teglio è costretto a dimettersi il 10 aprile 1921. Un periodo di violenza che sembra terminare con l'ascesa dei fascisti al potere, ma non è che un'anticipazione di quanto accadrà vent'anni dopo, durante l'occupazione tedesca. La pagina più buia della storia recente di Modena vede infatti scambi di violenze e atrocità tra l'esercito nazista in ritirata, le legioni repubblicane e gli aderenti al movimento resistenziale. A Modena, liberatasi dall'occupazione nazifascista il 22 aprile 1945, verrà in seguito assegnata la medaglia d'oro al Valore Militare. Ma il clima di violenza prosegue tuttavia anche dopo la Liberazione, soprattutto nella zona del cosiddetto "triangolo rosso" o "triangolo della morte", una porzione di territorio modenese compresa nei comuni di Modena, Castelfranco e Nonantola, dove vengono assassinati religiosi e laici, e persino esponenti dei partiti aderenti alla Resistenza su posizioni alternative a quelle del PCI.
Il 9 gennaio 1950 avvenne l'eccidio delle Fonderie Riunite di Modena: sei operai vennero uccisi dalla Polizia di Stato, durante una manifestazione che chiedeva la riapertura delle Fonderie Riunite.

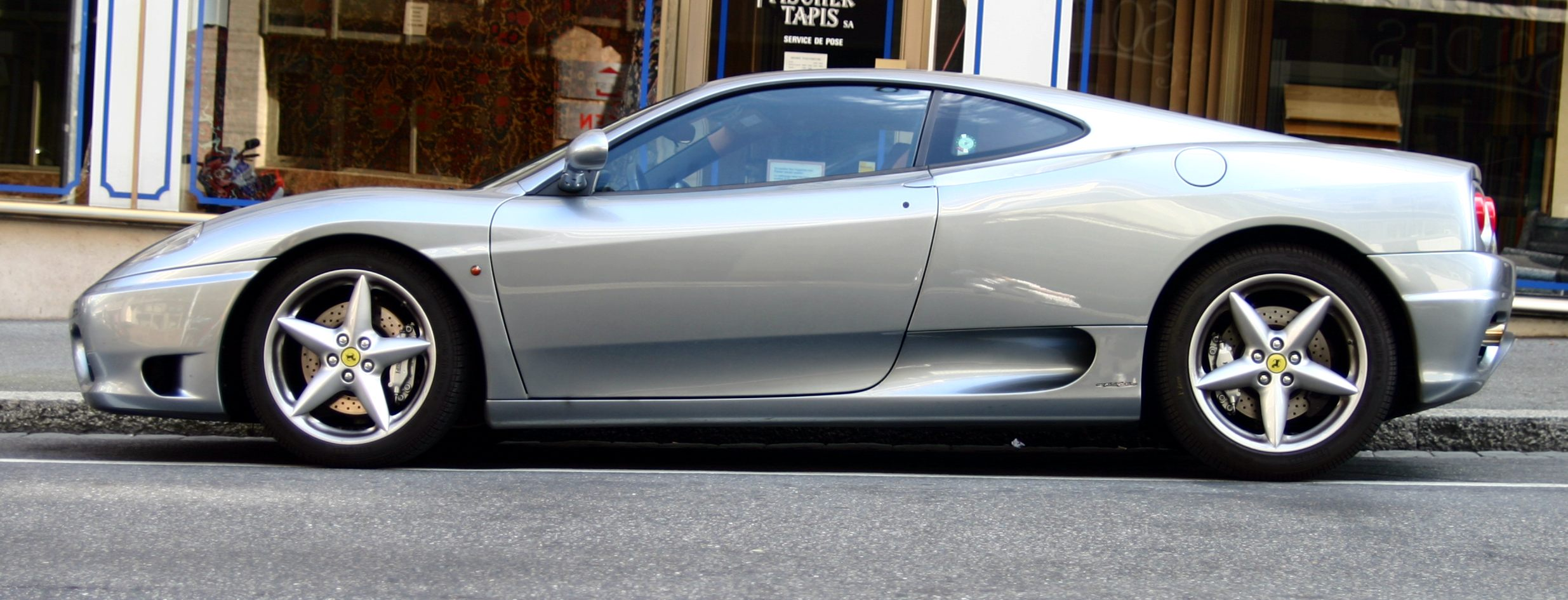
La Ferrari "Modena"

Negli anni del dopoguerra Modena conosce col boom economico un periodo di benessere senza precedenti. Il successo della città è legato soprattutto all'affermarsi di piccole e medie industrie dai prodotti unici al mondo, come Ferrari o Maserati, o come i poli ceramico di Sassuolo, tessile di Carpi e biomedicale di Mirandola, ed alla valorizzazione dei prodotti tipici della regione.
Questi settori trainanti fanno della provincia modenese, una delle più ricche d'Italia e tra le più ricche dell'Unione europea.